# مستشفى الإيمان
مستشفى الإيمان مستشفى حكومي يتبع وزارة الصحة ، يقع في منطقة عنجرة في محافظة عجلون في الأردن ، تأسس المستشفى سنة 1940 .

## التأسيس
تأسس المستشفى سنة 1940 ،وعُرف حينها باسم المستشفى المعمداني وكان يضم 27 سريراً، وسع المستشفى واصبح بسعة 50 سريراً خلال عام 1952 ، في عام 1974 تم استبدال اسم المستشفى ليصبح مستشفى الإيمان ، شهد المستشفى العديد من الإضافات في سعة المستشفى وعدد المباني خلال الثلاثة عقود الماضية.

## الأقسام
يحتوي المستشفى على عدد من الاقسام أهمها:-
- قسم الطوارئ
- العيادات الخارجية
- النسائية والتوليد
- طب الأطفال
- العناية المركزة وغيرها من الأقسام.

## وصلات خارجية
- الموقع الرسمي لوزارة الصحة في الأردن